# Order Zasługi Nadrenii Północnej-Westfalii
Order Zasługi Nadrenii Północnej-Westfalii (niem. Verdienstorden des Landes Nordrhein-Westfalen) – odznaczenie nadawane za zasługi przez kraj związkowy RFN Nadrenia Północna-Westfalia.

## Historia
Order został ustanowiony 11 marca 1986 roku przez landtag kraju Nadrenia Północna-Westfalia. Jest nadawany za znamienite zasługi dla landu lub jego ludności niezależnie od płci, miejsca zamieszkania czy obywatelstwa. Wnioski o nadanie odznaczenia składać mogą prezes landtagu lub poszczególni ministrowie posiadający teki w rządzie krajowym. Prezes Rady Ministrów landu oraz prezes landtagu posiadają order z racji urzędu. Liczba żyjących posiadaczy odznaczenia nie może przekroczyć liczby 2500 osób. Nie może być nadany za działalność gospodarczą we własnej firmie lub za długoletnią służbę państwową bez szczególnych osiągnięć. Od roku 1986 do chwili obecnej (2008) odznaczenie otrzymały 1272 osoby, m.in. Norbert Lammert, Steffi Nerius, Günter Netzer i Wim Wenders, ex officio posiadał je Johannes Rau, od którego wyszła inicjatywa ustanowienia orderu.

## Insygnium
Oznaką jednoklasowego orderu jest emaliowany na biało z wąskim złotym obramowaniem krzyż maltański bez kulek na szpicach ramion. W medalionie środkowym awersu znajduje się trójpolowy herb kraju związkowego. Order jest jednym z niewielu wyjątków wśród odznaczeń landów niemieckich, gdyż noszony jest nie na wstędze na szyi, lecz typowej dla wielu dawniejszych odznaczeń niemieckich agrafie na lewej piersi, bez wstążki. Rewers oznaki jest nieemaliowany i nie posiada napisów. Wstążka, zielono-biało-czerwona (barwy flagi Nadrenii Północnej-Westfalii) używana jest tylko przy miniaturce orderu.